# Тимушбор
Тимушбор (коми Тимушбор) — посёлок в Троицко-Печорском районе Республики Коми России. Входит в состав сельского поселения Митрофан-Дикост.

## История
В списке населённых пунктов Коми АССР 1956 года упоминается как посёлок лесозаготовителей Тимошбор. В 1959 году в посёлке проживало 729 человек; в 1979 году — 295 человек; в 1989 году — 277 человек.

## География
Посёлок находится в юго-восточной части Республики Коми, в пределах Печорской низменности, на правом берегу реки Печоры, на расстоянии примерно 41 километра (по прямой) к северо-северо-западу (NNW) от посёлка городского типа Троицко-Печорск, административного центра района. Абсолютная высота — 111 метров над уровнем моря. Напротив Тимушбора на противоположном берегу Печоры находилась старинная деревня Петрушино (в настоящее время заброшена).

## Климат
Климат характеризуется как умеренно континентальный, с продолжительной морозной многоснежной зимой и коротким прохладным летом. Среднегодовая температура воздуха составляет −1,2°С. Средняя температура воздуха самого тёплого месяца (июля) составляет 15,9 °C (абсолютный максимум — 38 °С); самого холодного (января) — −18 °C (абсолютный минимум — −51 °С). Среднегодовое количество атмосферных осадков составляет 590 мм, из которых 409 мм выпадает в период с апреля по ноябрь. Безморозный период длится в течение 176 дней в году.

## Часовой пояс
Тимушбор, как и вся Республика Коми, находится в часовой зоне МСК (московское время). Смещение применяемого времени относительно UTC составляет +3:00.

## Население 13
| 2010 |
| ---- |
| 83   |

Гендерный состав
По данным Всероссийской переписи населения 2010 года в гендерной структуре населения мужчины составляли 51,8 %, женщины — соответственно 48,2 %.
Национальный состав
Согласно результатам переписи 2002 года, в национальной структуре населения русские составляли 44 % из 146 чел., коми — 39 %.